# Thalerastria alfierii
Thalerastria alfierii là một loài bướm đêm trong họ Noctuidae.